# KASA (漫画家)
KASA（かさ）は日本の漫画家。神奈川県出身。漫画家になる前は、テニスコーチをしながらテニスプレイヤーとして活動（国内ツアーランキング最高84位、神奈川県国体強化選手）。
KASAのペンネームの由来は、アルゼンチンテニス留学時のあだ名。
アルゼンチンのプロテニスプレイヤーギリェルモ・コリアとは、友人関係。
『月刊少年チャンピオン』（秋田書店）2018年1月号より、『BREAK BACK』を連載。この他、テニス雑誌『スマッシュ』（日本スポーツ企画出版社）にて、『テニスの本質を知ろう』を連載している。
過去には、テニス雑誌『テニスクラシック・ブレーク』（日本文化出版）にてNO TENNIS NO LIFEを連載していた。※雑誌廃刊のため終了

## 作品リスト

### 連載
- BREAK BACK（『月刊少年チャンピオン』2018年1月号[1] - 連載中） - 連載デビュー作[1]。
- NO TENNIS NO LIFE（『テニスクラシック・ブレーク』）

### 読み切り
- ウイニングハングリー（『月刊少年チャンピオン』 2017年10月号[2]）

### 書籍
- 『BREAK BACK』、秋田書店〈少年チャンピオン・コミックス〉2018年 - 、既刊22巻（2025年8月7日現在）
  1. 2018年4月6日発売[3][4]、ISBN 978-4-253-21977-8
  2. 2018年8月8日発売[5]、ISBN 978-4-253-21978-5
  3. 2018年12月7日発売[6]、ISBN 978-4-253-21979-2
  4. 2019年4月8日発売[7]、ISBN 978-4-253-21980-8
  5. 2019年8月8日発売[8]、ISBN 978-4-253-21981-5
  6. 2019年12月6日発売[9]、ISBN 978-4-253-21982-2
  7. 2020年4月8日発売[10]、ISBN 978-4-253-21983-9
  8. 2020年8月6日発売[11]、ISBN 978-4-253-21992-1
  9. 2021年1月8日発売[12]、ISBN 978-4-253-22000-2
  10. 2021年5月7日発売[13]、ISBN 978-4-253-22025-5
  11. 2021年9月8日発売[14]、ISBN 978-4-253-28091-4
  12. 2022年1月7日発売[15]、ISBN 978-4-253-28092-1
  13. 2022年5月6日発売[16]、ISBN 978-4-253-28093-8
  14. 2022年9月8日発売[17]、ISBN 978-4-253-28094-5
  15. 2023年1月6日発売[18]、ISBN 978-4-253-28095-2
  16. 2023年7月6日発売[19]、ISBN 978-4-253-28096-9
  17. 2023年11月8日発売[20]、ISBN 978-4-253-28097-6
  18. 2024年3月7日発売[21]、ISBN 978-4-253-28098-3
  19. 2024年7月8日発売[22]、ISBN 978-4-253-28099-0
  20. 2024年11月8日発売[23]、ISBN 978-4-253-28100-3
  21. 2025年3月7日発売[24]、ISBN 978-4-253-28651-0
  22. 2025年8月7日発売[25]、ISBN 978-4-253-28652-7